# Midas

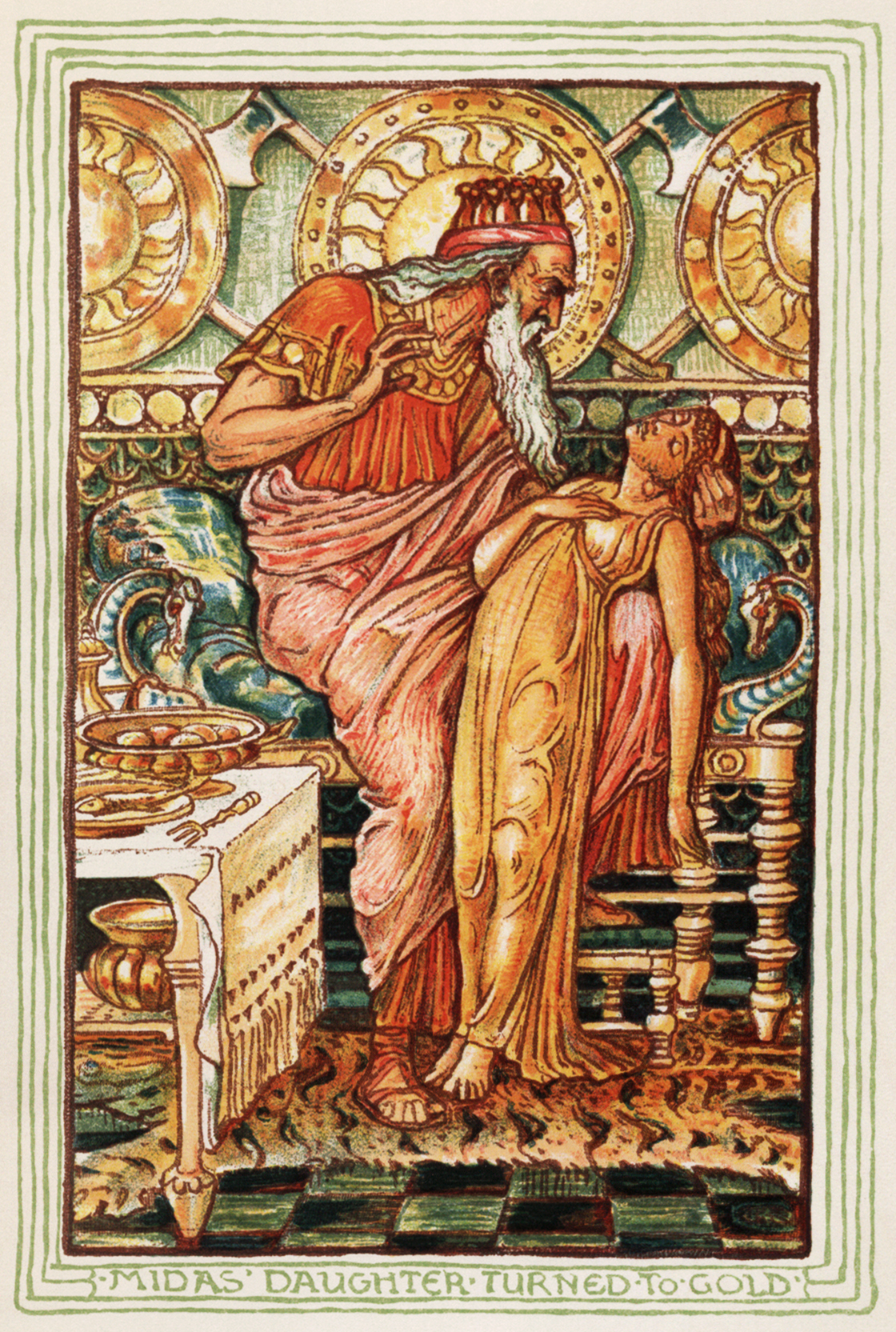
Trong huyền thoại Midas theo Nathaniel Hawthorne, con gái Midas biến thành một bức tượng vàng khi ông chạm vào con gái mình. (tranh của Walter Crane được ấn bản vào năm 1893)

Midas (tiếng Hy Lạp: Μίδας) là tên của một trong ít nhất ba thành viên của hoàng gia Phrygia.
Midas, vị vua nổi tiếng nhất được mọi người nhớ đến trong thần thoại Hy Lạp vì khả năng biến mọi thứ ông chạm vào thành vàng. Điều này được gọi là chạm vàng, hoặc cảm ứng Midas. Thành phố Phrygia Midaeum có lẽ được đặt theo tên của ông, và đây có lẽ cũng là Midas mà theo Pausanias đã thành lập Ancyra (ngày nay được gọi là Ankara). Theo Aristotle, truyền thuyết cho rằng Midas chết đói vì "lời ước vô ích" của ông. Truyền thuyết kể về Midas này và cha của ông là Gordias, được cho là đã thành lập thủ đô Gordium của Phrygia và thắt nút Gordia, cho thấy rằng họ được cho là đã sống vào khoảng thiên niên kỷ thứ 2 trước Công nguyên, trước Chiến tranh thành Troy. Tuy nhiên, Homer không đề cập đến Midas hay Gordias, thay vào đó đề cập đến hai vị vua Phrygia khác là Mygdon và Otreus.
Một vị vua Midas khác cai trị Phrygia vào cuối thế kỷ thứ 8 trước Công nguyên, cho đến khi người Cimmeria truất phế Gordium, khi ông được cho là đã tự sát. Hầu hết các nhà sử học tin rằng Midas này là cùng một người với Mita, được gọi là vua của Mushki trong các văn bản của người Assyria, người đã gây chiến với Assyria và các tỉnh Anatolia của nó trong cùng thời kỳ.
Một Midas thứ ba được Herodotus cho là thành viên của hoàng tộc Phrygia và là ông nội của một người tên Adrastus, người đã chạy trốn khỏi Phrygia sau khi vô tình giết chết anh trai mình và đi lánh nạn ở Lydia dưới thời trị vì của Croesus. Phrygia vào thời điểm đó là một phần của Lydia. Herodotus nói rằng Croesus coi hoàng gia Phrygia là "bạn bè" nhưng không đề cập đến việc liệu hoàng gia Phrygia có còn cai trị với tư cách là vua (chư hầu) của Phrygia hay không.

## Huyền thoại

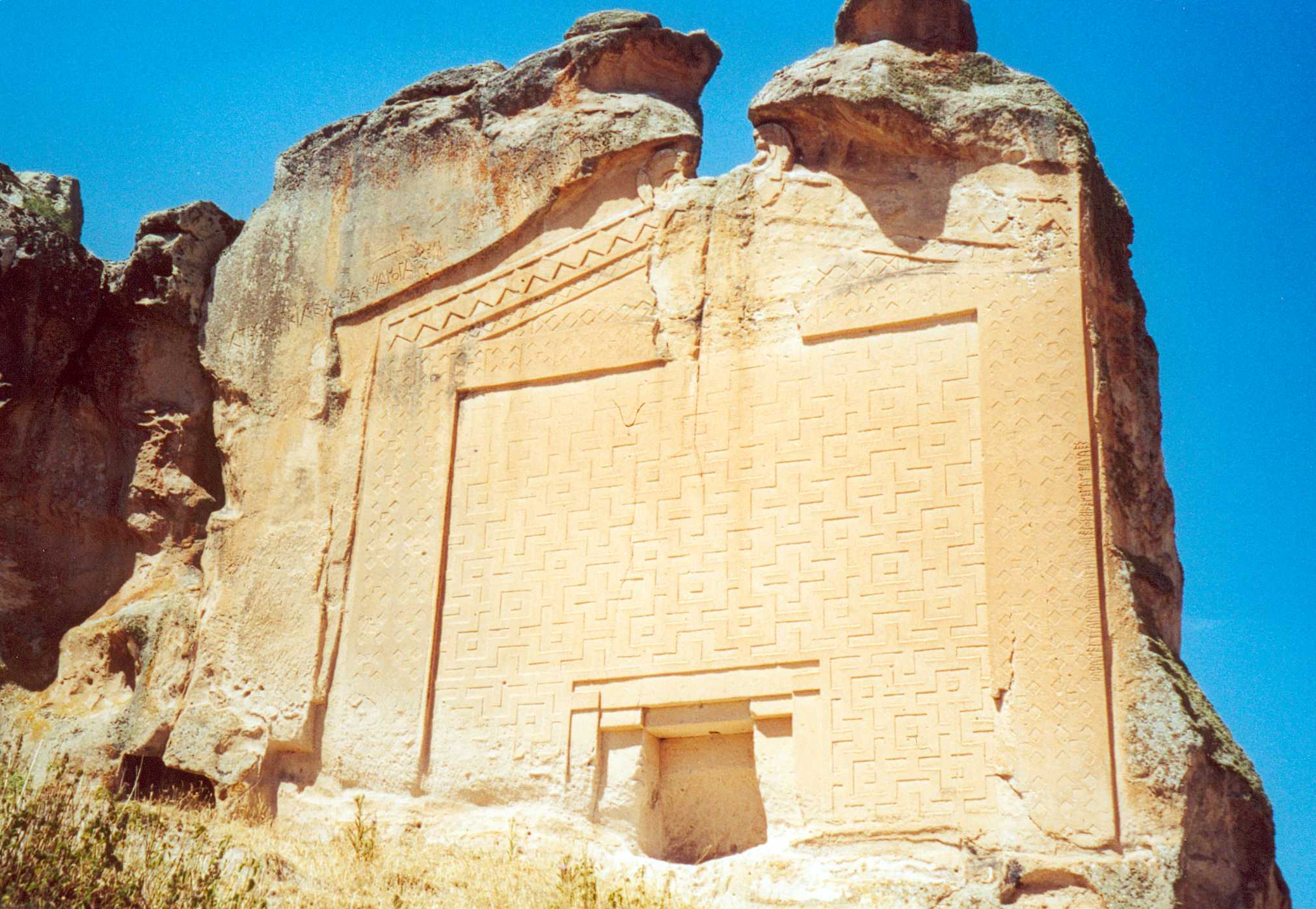
Tượng đài Midas, một mộ đá Phrygia để tưởng niệm Midas (700 BC).

Có rất nhiều, và thường mâu thuẫn, truyền thuyết về vị vua Midas cổ đại nhất. Trong một  truyền thuyết, Midas là vua của Pessinus, một thành phố Phrygia, người được Vua Gordias và Cybele, nữ thần mà là vợ ông ta, nhận nuôi khi còn nhỏ, và người (theo một số lời kể) là nữ thần của chính Midas. Một số tài liệu cho là thời trẻ Midas sống ở Macedonian Bermion (Xem Bryges). Trong Thracian Mygdonia, Herodotus gọi một vườn hoa hồng dại ở chân núi Bermion là "khu vườn của Midas, con trai của Gordias, nơi hoa hồng tự mọc, mỗi bông có sáu mươi bông và có hương thơm vượt trội". Herodotus nói ở những nơi khác rằng người Phrygia từng sống ở châu Âu, nơi họ được gọi là Bryges, và sự tồn tại của khu vườn ngụ ý, Herodotus tin rằng Midas đã sống trước khi người Phrygia di cư đến Anatolia.
Theo một số tài liệu, Midas có một con trai, Lityerses, thần chết của loài người, nhưng trong một số biến thể của thần thoại, thay vào đó, ông có một cô con gái, Zoë hay "sự sống". Theo các tài liệu khác, ông có một đứa con trai tên là Anchurus.
Arrian đưa ra một câu chuyện khác về nguồn gốc và cuộc đời của Midas. Theo ông, Midas là con trai của Gordios, một nông dân nghèo, và  một thiếu nữ Telmissia của chủng tộc tiên tri. Khi Midas lớn lên trở thành một người đàn ông đẹp trai và dũng cảm, người Phrygia bị quấy rối bởi sự bất hòa dân sự, và hỏi ý kiến của nhà tiên tri, họ được cho biết rằng một chiếc xe ngựa sẽ mang đến cho họ một vị vua, người sẽ chấm dứt mối bất hòa của họ. Trong khi họ vẫn đang cân nhắc, Midas đến cùng với cha và mẹ của mình, và dừng lại gần nhà hội họp, toa xe và tất cả mọi người. Họ, so sánh phản ứng linh nghiệm với sự kiện này, quyết định rằng đây là người mà vị thần đã nói với họ rằng chiếc xe ngựa sẽ mang theo. Do đó, họ đã bổ nhiệm Midas làm vua và ông, chấm dứt mối bất hòa của họ, đã hiến tặng xe ngựa của cha mình trong kinh thành như một lời cảm ơn dành cho vua Zeus. Thêm vào đó, câu nói sau đây rất phổ biến liên quan đến toa xe, rằng bất kỳ ai có thể nới lỏng dây buộc của toa xe này, sẽ được định đoạt quyền thống trị châu Á. Người này là Alexander Đại đế. Trong các phiên bản khác của truyền thuyết, chính cha của Midas là Gordias đã khiêm tốn đến trong chiếc xe đó và làm ra Nút thắt Gordian.
Herodotus nói rằng một "Midas con trai của Gordias" đã dâng cho Nữ tiên tri của Delphi một ngai vàng "từ đó ông đưa ra những phán xét " rất đáng xem ", và Midas này là người nước ngoài duy nhất dâng hiến cho Delphi trước Gyges của Lydia. Midas lịch sử của thế kỷ thứ 8 trước Công nguyên và Gyges được cho là những người cùng thời, vì vậy có vẻ như Herodotus tin rằng ngai vàng được tặng bởi Vua Midas huyền thoại trước đó. Tuy nhiên, một số nhà sử học tin rằng ngai vàng này được tặng bởi vị vua lịch sử sau này là Midas.

## Thần thoại

### Chạm thành vàng
Một ngày nọ, khi Ovid kể lại trong Metamorphoses XI, Dionysus phát hiện ra rằng hiệu trưởng và cha nuôi cũ của mình, thần dê Silenus, đã mất tích. Vị thần già đã uống rượu và đi lang thang trong cơn say, được một số nông dân Phrygia tìm thấy,  đưa ông đến gặp vua của họ, Midas. Midas nhận ra ông ta và đối xử với anh ta một cách hiếu khách, tiếp đãi ông ta trong mười ngày đêm một cách lịch sự, trong khi Silenus làm hài lòng Midas và bạn bè của ông ta bằng những câu chuyện và bài hát.  Vào ngày thứ mười một, ông ta đưa Silenus trở lại với Dionysus ở Lydia. Dionysus đề nghị Midas lựa chọn bất cứ phần thưởng nào mà ông ta mong muốn. Midas yêu cầu rằng bất cứ thứ gì ông ta có thể chạm vào phải được biến thành vàng.
Midas vui mừng với sức mạnh mới của mình, và ông ta đã vội vàng đưa vào thử nghiệm. Ông ta chạm vào một cành sồi và một hòn đá; cả hai đều biến thành vàng. Vui mừng khôn xiết, vừa về đến nhà, ông đã chạm vào từng bông hồng trong vườn hồng, và tất cả đều trở thành vàng. Ông ra lệnh cho những người hầu dọn tiệc trên bàn. Khi phát hiện ra thức ăn và thức uống trong tay mình cũng biến thành vàng như thế nào, ông ta hối hận về ước nguyện của mình và nguyền rủa nó. Claudian nói trong cuốn sách In Rufinum của mình: "Vì vậy, Midas, vua của Lydia, lúc đầu đã tự hào khi thấy mình có thể biến mọi thứ mình chạm vào thành vàng; nhưng khi nhìn thấy thức ăn của mình trở nên cứng và đồ uống của ông ấy cứng lại thành băng vàng thì ông ấy hiểu rằng món quà này là một điều cấm kỵ và trong sự ghê tởm đối với vàng, ông đã nguyền rủa lời cầu nguyện của mình. " 
Trong một phiên bản được kể bởi Nathaniel Hawthorne trong cuốn  A Wonder-Book for Girls and Boys (1852), con gái của Midas đã đến gặp ông, buồn bã về những bông hoa hồng đã mất mùi thơm và trở nên cứng, và khi ông đưa tay ra để an ủi cô thì nhận thấy. rằng khi ông chạm vào con gái mình, cô ấy cũng biến thành vàng. Bây giờ, Midas ghét món quà mà ông hằng ao ước. Ông cầu nguyện với Dionysus, cầu xin để được giải thoát khỏi nạn đói. Dionysus nghe lời cầu nguyện của ông ta, và đồng ý; bảo Midas tắm ở sông Pactolus. Sau đó, bất cứ thứ gì anh ta cho vào nước sẽ bị đảo ngược khi chạm vào.
Midas đã làm như vậy, và khi ông ta chạm vào nước, nước chảy vào sông, và cát sông biến thành vàng. Điều này giải thích tại sao con sông Pactolus rất giàu vàng và hợp kim vàng bạc và sự giàu có của vương triều Alyattes của Lydia tuyên bố Midas là tổ tiên của nó chắc chắn là động lực cho nguồn huyền thoại này. Vàng có lẽ không phải là nguồn kim loại duy nhất giúp Midas giàu có: "Vua Midas, người Phrygia, con trai của Cybele, lần đầu tiên phát hiện ra chì đen và trắng".

### Đôi tai lừa

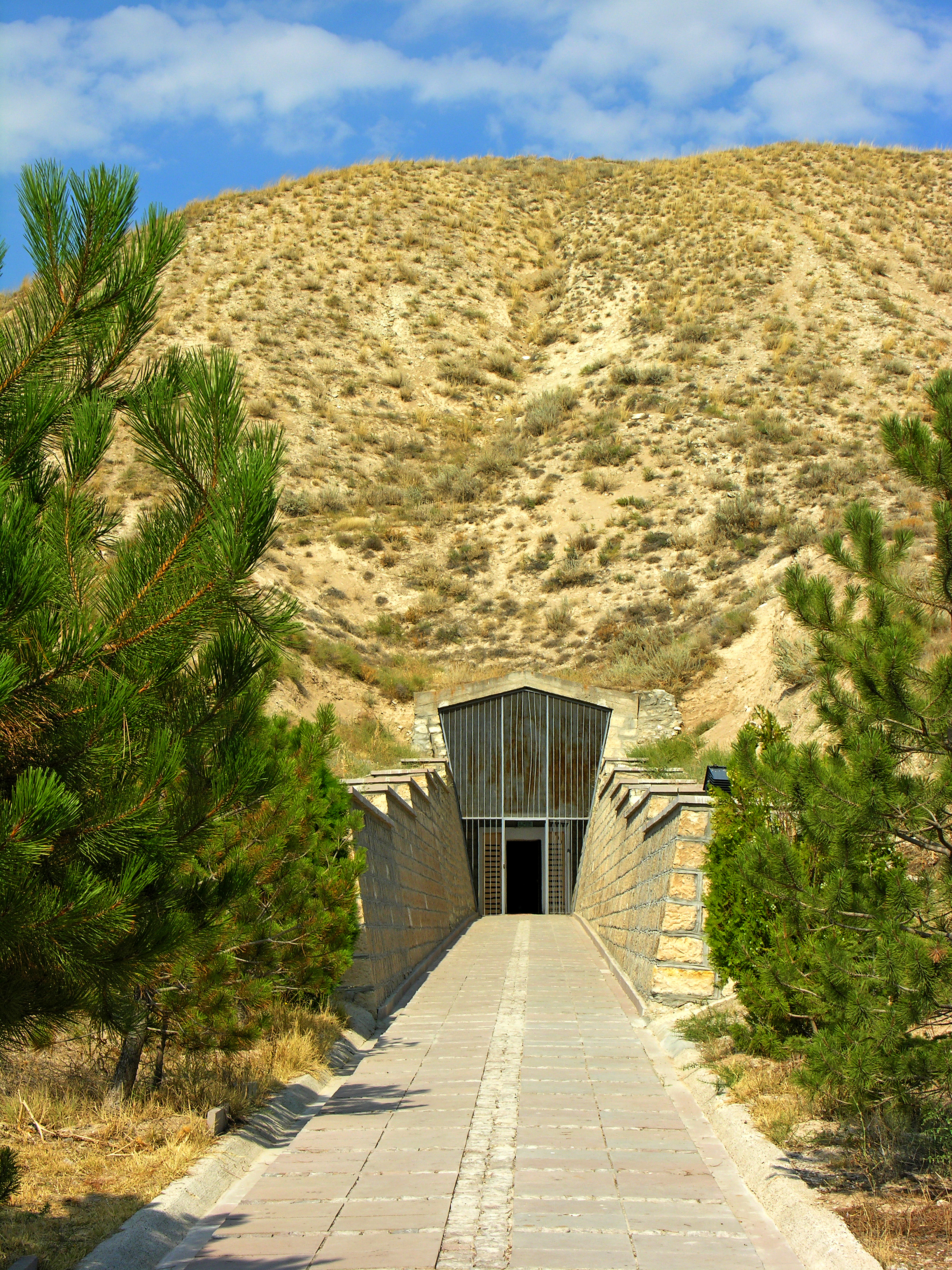
"Lăng mộ của Midas" ở Gordion, có niên đại năm 740 trước Công nguyên.

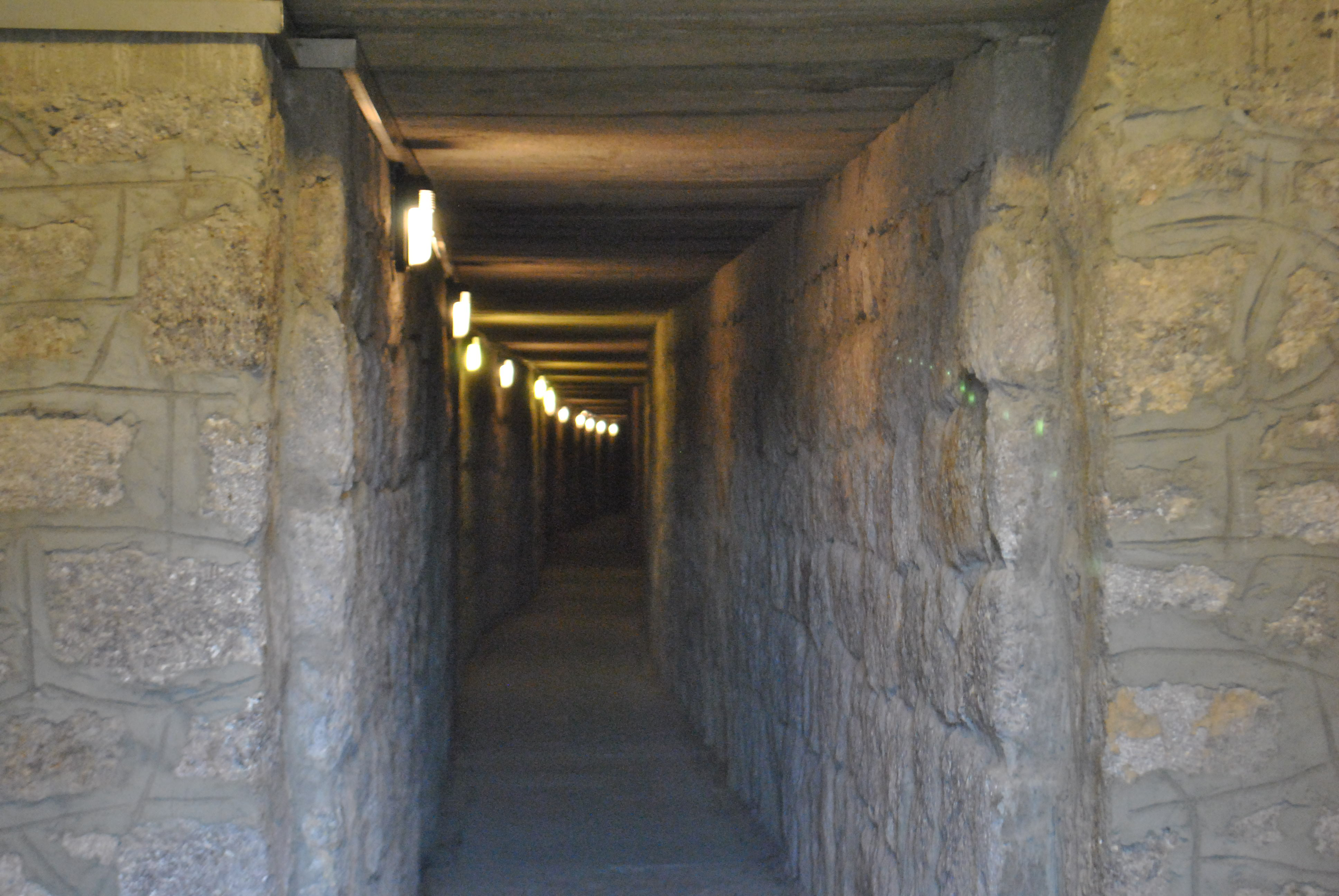
Bên trong "Lăng mộ của Midas" ở Gordion

Midas, bây giờ ghét sự giàu có và huy hoàng, chuyển đến sống ở đất nước này và trở thành một người thờ phượng Pan, vị thần của những cánh đồng và thần dê. Các nhà thần thoại học La Mã  khẳng định rằng gia sư âm nhạc của ông là Orpheus.
Một lần, Pan có sự táo bạo khi so sánh âm nhạc của mình với âm nhạc của Apollo, và thách thức Apollo để thử kỹ năng (xem Marsyas). Tmolus, thần núi, được chọn làm trọng tài. Pan thổi vào những chiếc tẩu của anh ấy và với giai điệu mộc mạc của anh ấy, đã đem lại sự hài lòng lớn cho chính anh ấy và người theo dõi trung thành của anh ấy, Midas tình cờ có mặt. Sau đó, Apollo đánh vào dây đàn lia của mình. Tmolus ngay lập tức trao chiến thắng cho Apollo, và tất cả trừ một người đồng ý với phán quyết. Midas bất đồng quan điểm và đặt câu hỏi về tính công bằng của giải thưởng. Apollo không muốn phải chịu đựng một đôi tai tệ hại như vậy nữa, và nói rằng "Hắn phải có một đôi tai của một cái mông!", Khiến cho đôi tai của Midas trở thành tai của một con lừa. Thần thoại được minh họa bằng hai bức tranh, "Apollo và Marsyas" của Palma il Giovane (1544–1628), một bức vẽ cảnh trước, và một bức sau đó là hình phạt. Midas đã rất đau đớn trước tai họa này. Anh ta cố gắng che giấu sự bất hạnh của mình dưới một chiếc khăn xếp hoặc mũ đội đầu rộng rãi, nhưng người thợ cắt tóc của anh ta tất nhiên biết bí mật, vì vậy đã được yêu cầu không được đề cập đến nó. Tuy nhiên, người thợ cắt tóc không thể giữ bí mật. Anh ta ra ngoài đồng cỏ, đào một cái hố trên mặt đất, thì thầm câu chuyện vào đó, rồi lấp cái hố lên. Sau đó, một luống lau sậy rậm rạp mọc lên từ cái hố đã được che đậy, và bắt đầu thì thầm câu chuyện, nói rằng "Vua Midas có một đôi tai  của một cái mông". Một số nguồn tin nói rằng Midas đã tự sát bằng cách uống máu của một con bò.

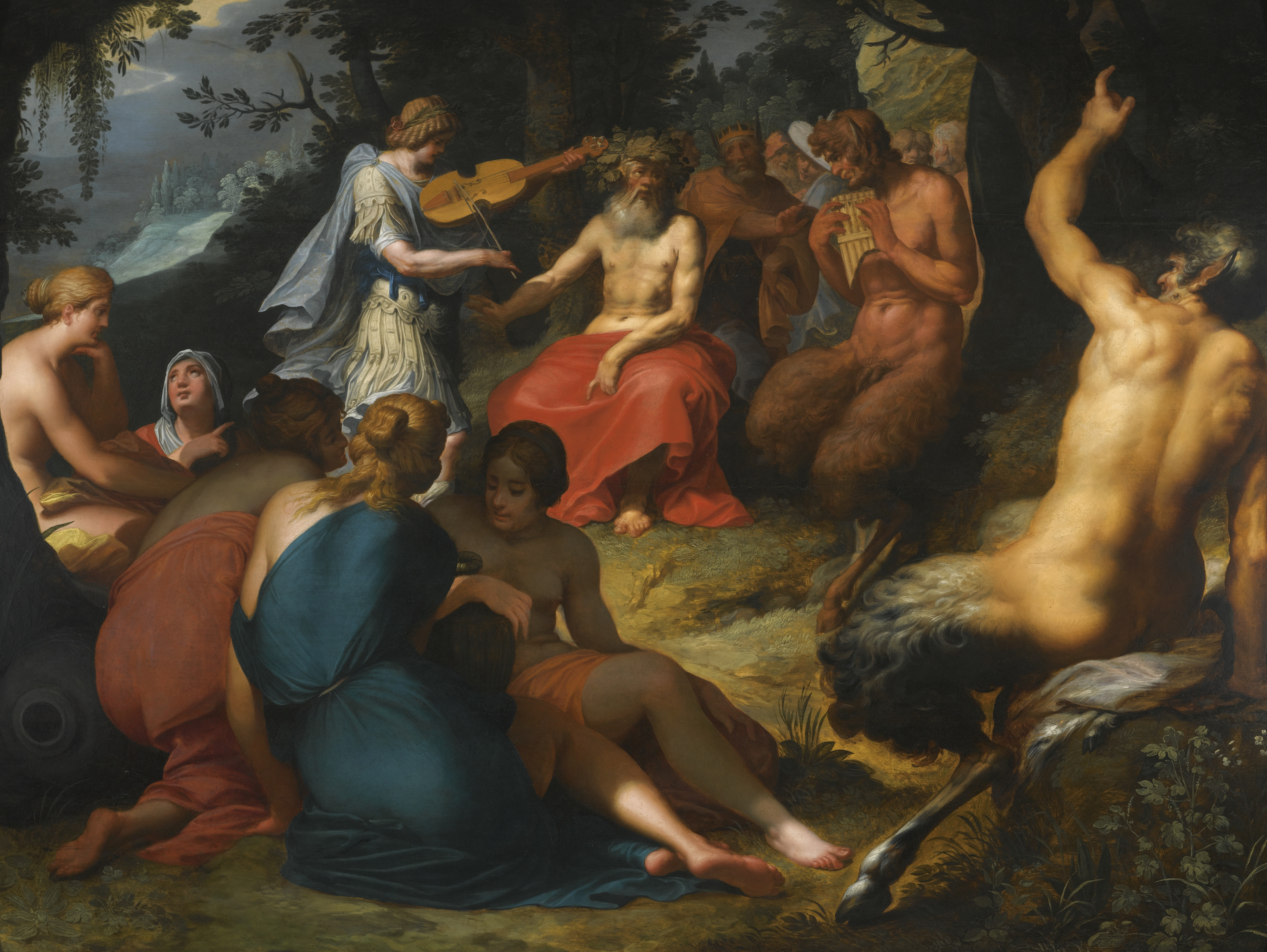
Sự phán xét về Midas của Abraham Janssen

Sarah Morris đã chứng minh (Morris, 2004) rằng tai lừa là thuộc tính của hoàng gia Thời kỳ đồ đồng, do Vua Tarkasnawa (Hy Lạp Tarkondemos) của Mira sinh ra, trên một con dấu được khắc bằng cả chữ hình nêm Hittite và chữ tượng hình Luwian. Trong mối liên hệ này, thần thoại sẽ xuất hiện đối với người Hy Lạp để biện minh cho thuộc tính lạ kỳ.
Những câu chuyện về cuộc thi với Apollo của Pan và Marsyas thường bị nhầm lẫn, vì vậy Flaying of Marsyas của Titian bao gồm hình ảnh của Midas (có thể là một bức chân dung tự họa), mặc dù đôi tai của anh ta có vẻ bình thường.

#### Những huyền thoại tương tự trong các nền văn hóa khác
Trong truyền thuyết tiền Hồi giáo ở Trung Á, vua của Ossounes của lưu vực Yenisei có đôi tai của con lừa. Ông ta giấu chúng, và ra lệnh giết mọi thợ cắt tóc của mình để che giấu bí mật này. Người thợ cắt tóc cuối cùng được khuyên nên thì thầm bí mật này vào một cái giếng sau khi mặt trời lặn, nhưng anh ta đã không đậy nắp giếng sau đó. Nước giếng dâng lên và làm ngập vương quốc, tạo ra nước hồ Issyk-Kul.
Theo một truyền thuyết của người Ái Nhĩ Lan, vua Labraid Loingsech có đôi tai của loài ngựa, điều mà ông lo lắng muốn giữ kín. Ông ta cắt tóc mỗi năm một lần, và người thợ cắt tóc, ngay lập tức bị xử tử. Một góa phụ, nghe nói rằng con trai duy nhất của mình đã được chọn để cắt tóc cho nhà vua, đã cầu xin nhà vua đừng giết anh ta, và ông ta đồng ý, miễn là người thợ cắt tóc giữ bí mật của mình. Gánh nặng phải giữ bí mật quá nặng khiến người thợ cắt tóc đổ bệnh. Một thầy thuốc khuyên anh ta nên đến một ngã tư và kể bí mật của mình cho cái cây đầu tiên anh ta đặt chân đến, anh ta sẽ như trút được gánh nặng và sẽ khỏe lại. Anh này kể bí mật cho một cây liễu lớn. Tuy nhiên, ngay sau đó, một người thợ đàn hạc tên là Craiftine làm vỡ cây đàn của anh ta, và tạo ra một cây đàn mới từ chính cây liễu mà người thợ cắt tóc đã nói với nó bí mật của anh ta. Bất cứ khi nào anh chơi nó, đàn hạc hát "Labraid Lorc có tai của ngựa". Labraid đã ăn năn về tất cả những người thợ cắt tóc mà ông ta đã giết chết và thừa nhận bí mật của mình.
Ở Ireland, tại Loch Ine, West Cork, có một câu chuyện tương tự được kể về một cư dân trên hòn đảo của nó, người có đôi tai như cái mông. Bất cứ ai muốn cắt tóc của vị Vua này đều bị xử tử. Nhưng những cây sậy (dưới dạng một cây sáo âm nhạc) đã nói về chúng và bí mật đã được tiết lộ.
Thần thoại cũng được biết đến ở Brittany nơi vua Mark của Cornwall được cho là đã cai trị phía tây nam vùng Cornouaille . Đuổi theo một con hươu cái trắng, ông ta mất con ngựa tốt nhất của mình là Morvarc'h khi con hươu cái giết nó bằng một mũi tên do Mark phóng ra. Cố gắng giết con hươu cái, anh ta bị Dahut, một phù thủy sống dưới biển, nguyền rủa. Cô trao sự sống trở lại cho Morvarc'h nhưng lại chuyển tai và bờm của ông ta bằng tai và tóc của Mark. Lo lắng rằng sự việc có thể bị lọt ra ngoài, Mark ẩn náu trong lâu đài của mình và giết mọi thợ cắt tóc đến cắt tóc cho đến khi người cùng với ông được chăm sóc khi còn bé, Yeun, là thợ cắt tóc cuối cùng còn sống ở Cornouaille. Ông ta hứa sẽ cho anh ta sống nếu Yeun giữ bí mật và Yeun cắt tóc của ông ta bằng một chiếc kéo thần kỳ. Tuy nhiên, bí mật quá nặng nề đối với Yeun và anh ấy đã đi đến một bãi biển để đào một cái hố và kể bí mật của mình trong đó. Khi anh ta rời đi, ba cây sậy xuất hiện. Nhiều năm sau, khi em gái của Mark kết hôn, các nhạc sĩ không thể chơi vì sậy của những chiếc kèn túi của họ đã bị đánh cắp bởi những nàng tiên. Họ tìm thấy ba cây sậy trên bãi biển và sử dụng chúng để làm những cây mới, nhưng các nhạc cụ, thay vì phát nhạc, chỉ hát "Vua Mark có đôi tai và bờm ngựa Morvarc'h trên đầu" và Mark bỏ đi, không bao giờ được nhìn thấy nữa.

## Lịch sử
Vua Midas cai trị Phrygia vào cuối thế kỷ 8 trước Công nguyên được biết đến từ các nguồn Hy Lạp và Assyria. Theo lời kể trước đây, ông kết hôn với một công chúa Hy Lạp, Damodice, con gái của Agamemnon xứ Cyme, và buôn bán rộng rãi với người Hy Lạp. Damodice được ghi nhận là người phát minh ra tiền đúc bởi Julius Pollux sau khi cô kết hôn với Midas. Một số nhà sử học tin rằng Midas này đã hiến tặng ngai vàng mà Herodotus nói là do "Midas con trai của Gordias" dâng cho nữ tiên tri Delphi (xem ở trên). Các máy tính bảng của người Assyria từ thời trị vì của Sargon II ghi lại các cuộc tấn công của "Mita", vua của Mushki, chống lại các tỉnh phía đông Anatolia của Assyria. Một số nhà sử học tin rằng các văn bản của người Assyria gọi vị vua Midas này là "Mushki" bởi vì ông ta đã đánh bại người Anatolia phía đông lấy tên đó và kết hợp họ vào quân đội của mình. Các nguồn của Hy Lạp bao gồm Strabo  nói rằng Midas đã tự sát bằng cách uống máu bò trong một cuộc tấn công của người Cimmeria, Eusebius có niên đại khoảng 695 TCN và Julius Africanus vào khoảng 676 TCN. Khảo cổ học đã xác nhận rằng Gordium đã bị phá hủy và đốt cháy vào khoảng thời gian đó.

## Ngôi mộ

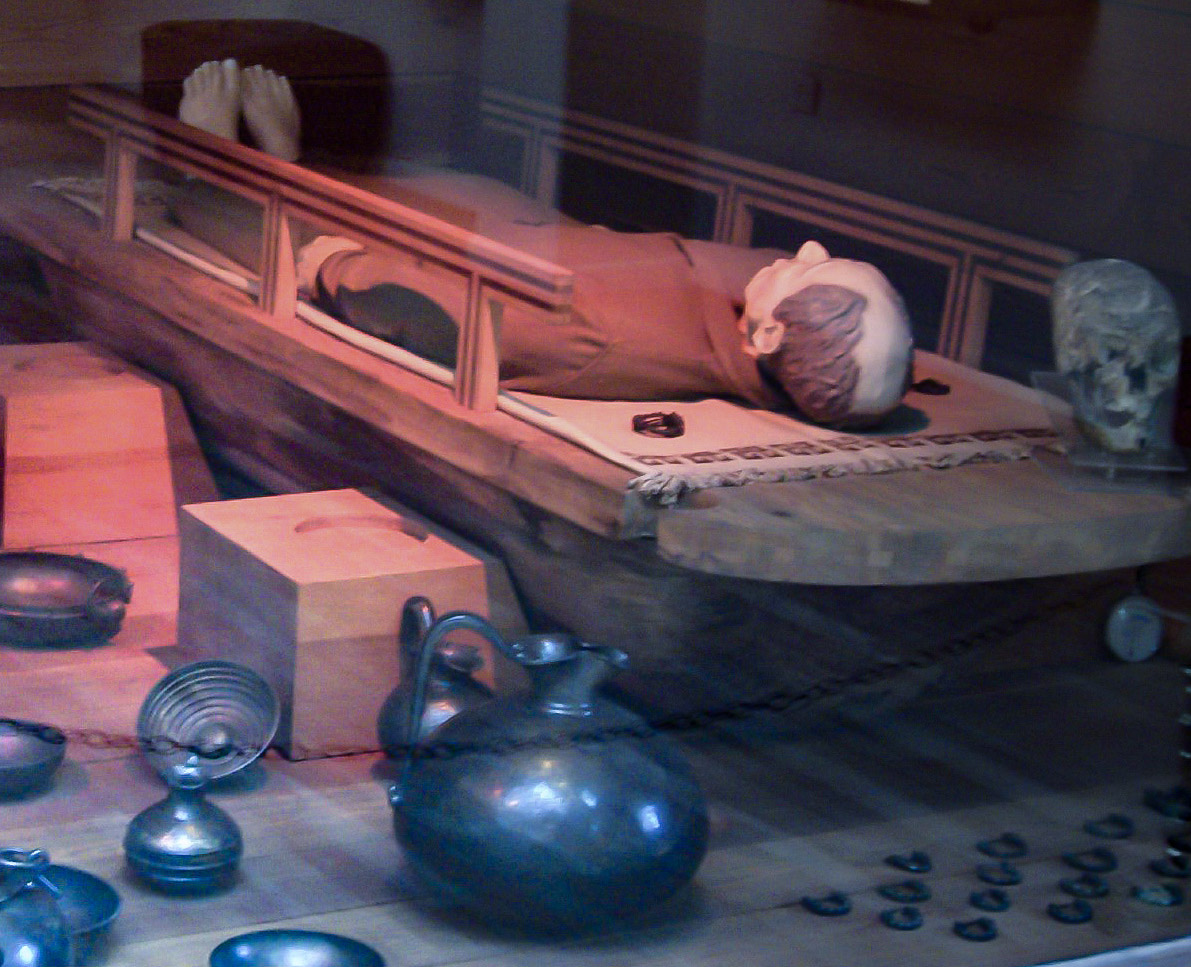
Tái thiết khu chôn cất Tumulus MM, Bảo tàng Văn minh Anatolian, Ankara, Thổ Nhĩ Kỳ.

Năm 1957, Rodney Young và một nhóm nghiên cứu từ Đại học Pennsylvania đã mở một ngôi mộ trong 1 phòng ở trung tâm của Đại Tumulus (trong tiếng Hy Lạp, Μεγάλη Τούμπα) - chiều cao 53 mét, đường kính khoảng 300 mét - trên địa điểm của Gordion cổ đại ( hiện đại Yassıhüyük, Thổ Nhĩ Kỳ), nơi có hơn 100 mộ phần bằng đá với các kích thước khác nhau và từ các thời kỳ khác nhau. Họ phát hiện ra một ngôi mộ hoàng gia, những tấm gỗ của nó có niên đại khoảng năm 740 trước Công nguyên  hoàn chỉnh với những gì còn lại của lễ tang và "bộ sưu tập bình uống rượu tốt nhất của Thời đại đồ sắt từng được phát hiện". Căn phòng bên trong này khá lớn: rộng 5,15 mét x 6,2 mét và cao 3,25 mét. Trên tàn tích của một quan tài gỗ ở góc tây bắc của lăng mộ có một bộ xương của một người đàn ông cao 1,59 mét và khoảng 60 tuổi. Trong lăng mộ người ta tìm thấy một chiếc bàn dát trang trí công phu, hai giá phục vụ được khảm và tám chiếc bàn khác, cũng như các bình đồ đồng và đồ gốm và các thanh gỗ bằng đồng. Mặc dù ban đầu không có văn bản xác định nào được liên kết với địa điểm này, nó được người khai quật gọi là Tumulus MM (nghĩa là "Midas Mound"). Vì đài tưởng niệm danh dự này được dựng lên trước ngày truyền thống dành cho cái chết của Vua Midas vào đầu thế kỷ thứ 7 trước Công nguyên, nên hiện nay, nó thường được cho là nơi chôn cất cha của ông ta.